# Dix-sept Danses paysannes norvégiennes
Les Dix-sept Danses paysannes norvégiennes opus 72 sont un cycle de pièces pour piano d'Edvard Grieg. Grieg les composa en 1902 en s'inspirant des Halling, Gangar et Springdans danses traditionnelles norvégiennes ou slatter avec l'intention d' :« élever ces airs populaires au niveau artistique sans altérer l'harmonisation traditionnelle ».

## Structure
1. Marche nuptiale de Giboens
2. Springdans de John Voestafoe
3. Marche de Telemark
4. Air de Haugelat
5. Air pour la corne de chèvre
6. Gangar
7. Halling
8. Marche
9. Halling de Nils Revke
10. Halling de Knut Lurasen
11. Halling
12. Springdans
13. Rêve de Havar Giboens
14. Procession nuptiale
15. La mariée de Skuldal
16. Les filles de Kivledal I
17. Les filles de Kivledal II

## Source
- François-René Tranchefort (dir.), Guide de la musique de piano et de clavecin, Paris, Fayard, coll. « Les indispensables de la musique », 1987, 870 p. (ISBN 978-2213016399, BNF 34978617), p. 391